# Sitio de Tournai
El sitio de Tournai tuvo lugar entre octubre y noviembre de 1521, durante la guerra Italiana de 1521-1526. Un ejército imperial, que previamente había ocupado las villas de Mouzon el 20 de agosto y Ardres el 9 de septiembre, sitió la ciudad de Tournai, que capturó a los franceses a finales de noviembre, y desde entonces esa ciudad seguiría siendo una posesión de los Habsburgo hasta la independencia de Bélgica.